# 3894 Williamcooke
3894 Williamcooke eller 1980 PQ2 är en asteroid i huvudbältet som upptäcktes den 14 augusti 1980 av den brittiske astronomen Michael P. Candy och den australiensiske astronomen Peter Jekabsons vid Perth-observatoriet. Den är uppkallad efter den australiensiske astronomen William Ernest Cooke.
Asteroiden har en diameter på ungefär 8 kilometer och den tillhör asteroidgruppen Eunomia.